# 在家町 (川口市)
在家町（ざいけちょう）は、埼玉県川口市の町名。現行行政地名は在家町のみ。丁番を持たない単独町名である。住居表示実施地区。郵便番号は333-0863。

## 地理
川口市北部の沖積平野に位置する。さいたま市との境界に接し、住宅が立ち並ぶ。東境を芝川が流れる。

## 歴史

### 沿革
- 1979年（昭和54年）9月1日 - 大字安行領在家と安行領根岸と道合の各一部から在家町が成立[5]。

## 世帯数と人口
2018年（平成30年）3月1日現在の世帯数と人口は以下の通りである。
| 町丁   | 世帯数  | 人口    |
| ------ | ------- | ------- |
| 在家町 | 802世帯 | 1,810人 |

## 小・中学校の学区
市立小・中学校に通う場合、学区（校区）は以下の通りとなる。
| 番地 | 小学校             | 中学校             |
| ---- | ------------------ | ------------------ |
| 全域 | 川口市立在家小学校 | 川口市立在家中学校 |

## 交通
鉄道は敷設されていないが、至近に東浦和駅が所在する。

### 道路
- 都市計画道路 南浦和越谷線
- たたら荘前通り

## 施設
地内にはかつて川口市立神根学校給食センターが立地していたが老朽化により廃止され、新設の元郷学校給食センターに引き継いだ。
- 在家公園
- 在家町会会館